# アッシュル・ベル・ニシェシュ
アッシュル・ベル・ニシェシュ（Aššūr-bēl-nīšēšu、mdaš-šur-EN-UN.MEŠ--šú,、「アッシュル神（は）彼の民の主」）はアッシリアの支配者。在位期間は前1417年-前1409年、または前1407年-前1398年（低年代説）。在位期間が複数提案されているのは、後の年代が不明瞭であるためである。父であるアッシュル・ニラリ2世の跡を継いで王となった。彼自身はカッシートの王カラインダシュとの条約によってもっともよく知られている。

## 来歴

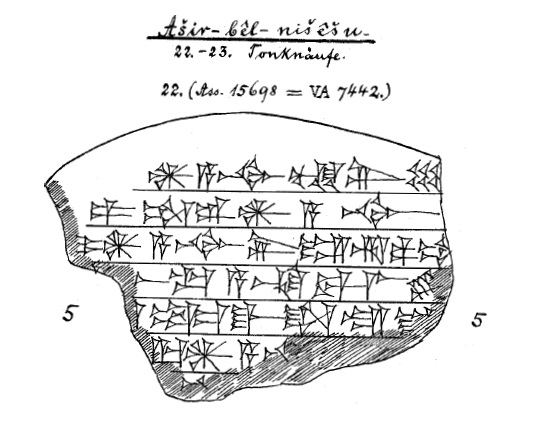
アッシュル・ベル・ニシェシュの記念円錐粘土板の1つを写したシュローダー（Schroeder）の線画

この時代のアッシリア君主の慣習として、彼は「アッシュルの副王（イシアクム）、išši'ak Aššur」という控えめな称号を用いていた。『対照王名表（Synchronistic Chronicle）』の記録によれば、彼はバビロンの王カラインダシュと友好的な国境条約を締結したらしく、「まさしくこの国境について共に宣誓した」とある:158 。彼の多数の円錐形楔形文字文書（画像は線画に写したもの）は、彼がアッシュルの「新市街」地区にあったプズル・アッシュル3世の城壁を補修したことを記念している。
アッシュル・ベル・ニシェシュの同時代の法律文書では土地、家屋、奴隷の売却と鉛の代金について詳述されている。アッシリアの信用システムはかなり高度であり、オオムギや鉛などの商品購入のために融資が行われ、返済が遅れた場合には利息が支払われた。融資の担保として債務者の資産や子供などが提示可能であった。
アッシュル・ベル・ニシェシュの息子と最終的な後継者について得られる情報は矛盾がある。『アッシリア王名表』は彼のすぐ後の後継者に、息子としてアッシュル・リム・ニシェシュ（Aššur-rā’im-nišēšu）を挙げている。しかし、アッシュル・リム・ニシェシュ自身の同時代碑文では、その父親の名前はアッシュル・ニラリ2世とされており、これはアッシュル・リム・ニシェシュがアッシュル・ベル・ニシェシュの兄弟である可能性を示唆するものである。複数ある『アッシリア王名表』の各バージョンで彼らの後の王の系譜が異なることによって混乱はさらに酷くなっている。即ち、『コルサバド王名表 』と『SDAS王名表』が18年後に王位に就くエリバ・アダド1世をアッシュル・ベル・ニシェシュの息子としている:209一方で、『アッシュル王名表』はエリバ・アダド1世をアッシュル・リム・ニシェシュの息子としている。

## 記録
1. 1 2  Nassouhi King List, Istanbul A. 116 (Assur 8836), iii 11–12.
2. 1 2  Khorsabad King List, IM 60017 (excavation nos.: DS 828, DS 32-54), iii 5–6.
3. 1 2  SDAS King List, tablet IM 60484, ii 38.
4. ↑  Cone VAT 7442, first published KAH 2 no. 22 (1922).
5. ↑  Synchronistic Chronicle (ABC 21), tablet K4401a, i 1–4.
6. ↑  Cone VAT? 2764, first published KAH 1 no. 63 (1911).